# أمراض النبات

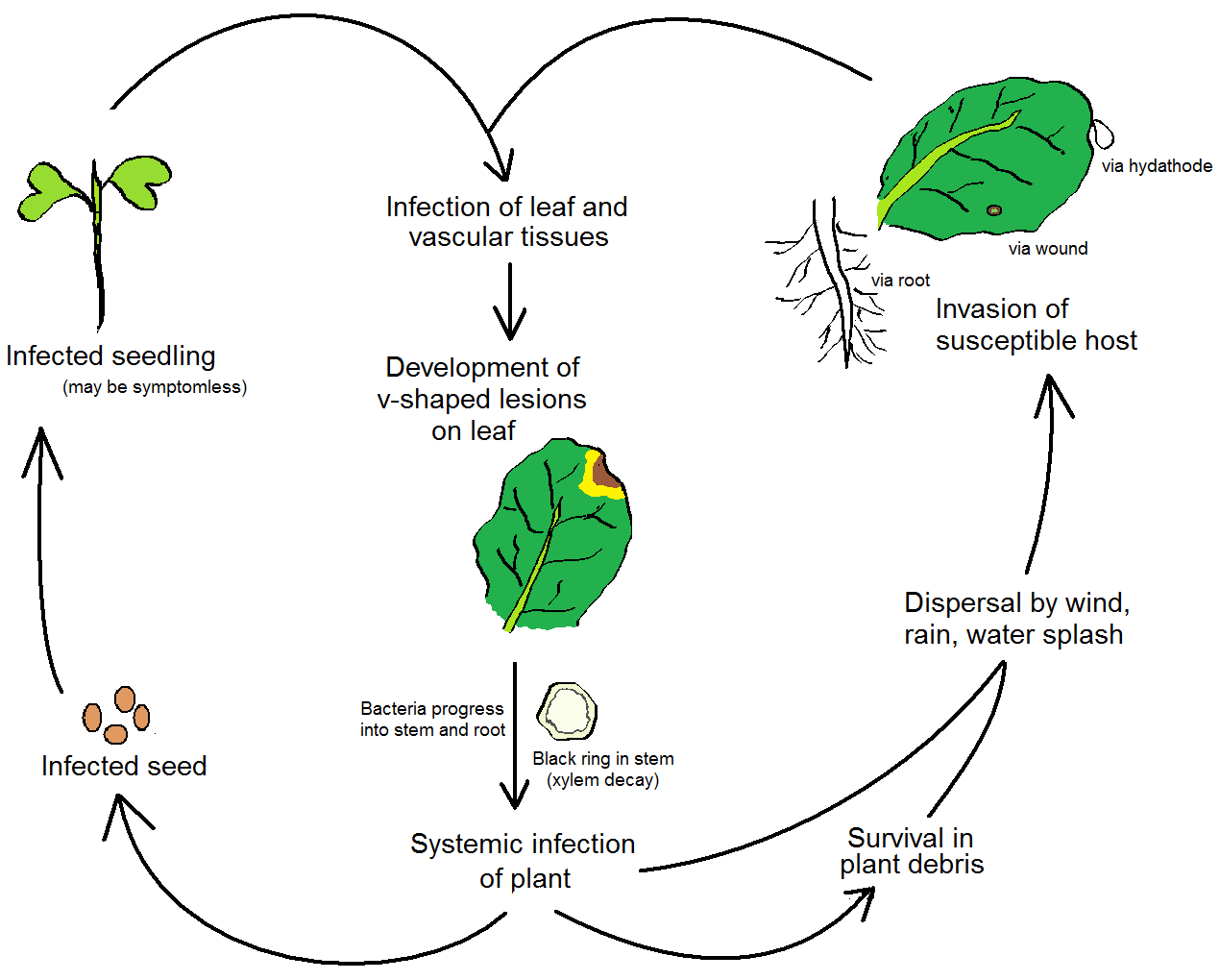
دورة حياة العامل الممرض للعفن الأسود وهي البكتيريا سالبة الجرام Xanthomonas Campestris Pathovar Campestris

أمراض النبات هي أمراض تصيب النباتات تسببها مسببات الأمراض (الكائنات المعدية) والظروف البيئية (العوامل الفسيولوجية). تشمل الكائنات الحية التي تسبب الأمراض المعدية الفطريات، الطلائعيات البيضية، البكتيريا، الفيروسات، أشباه الفيروسات، الكائنات الحية الشبيهة بالفيروسات، الفيتوبلازما [الإنجليزية]، الأوليات، الديدان الخيطية والنباتات الطفيلية ولا يشمل ذلك الطفيليات الخارجية مثل الحشرات أو العث أو الفقاريات أو غيرها من الآفات التي تؤثر على صحة النبات عن طريق أكل أنسجة النبات والتسبب في إصابة قد تسمح بمسببات الأمراض النباتية. تسمى دراسة أمراض النبات علم أمراض النبات.
يمد الإنتاج النباتي الإنسان والحيوان بكل متطلبات الحياة، ونظرًا للتزايد المستمر في أعداد السكان على الأرض وما يتطلبه ذلك من الحفاظ على كل ثمرة من ثمار المحصول؛ لذلك، فقد تركز اهتمام المشتغلين بالزراعة عمومًا وبأمراض النبات خصوصًا على حماية النبات من كل ما يتعرض له من مشكلات تحد من إنتاجية، ناهيك عن أن بعض هذه المشكلات قد يؤدي للفقد الكامل لإنتاجية النبات.
يتركز علم أمراض النبات في المقام الأول على صحة النبات، وحل مشكلات ما ينشأ من أمراض وهو في ذلك يستعين بالأبحاث المتعلقة بعلوم النبات والأمراض والأحياء الدقيقة والكيمياء العضوية والحيوية والوراثة والبيولوجيا الجزيئية والتكنولوجيا الحيوية وحديثًا علوم النانوتكنولوجي.

## تعريف المرض
يتطلب النمو المثالي لكل نوع نباتي توافر ظروف بيئية معينة تناسب جميع أطوار حياته. ويؤدي أي انحراف عن الظروف المثلى الملائمة للنمو والتكاثر إلى تأثر نمو النبات، وظهور صفات غير طبيعية عليه.
ويحدث بالنبات المريض سواء بالتعرض للظروف البيئية غير الملائمة أو المهاجمة بالعوامل الممرضة أو اختلال غير طبيعي ضار للوظائف الفسيولوجية للنبات تصاحبها ظهور أعراض مرضية، يؤدي هذا الاختلال للتأثير الضار على النبات فيقلل من إنتاجيته كمًا ونوعًا وقد يؤدي لموت النبات وفقدان المحاصيل كاملةً.

## المسببات
هناك العديد من الأسباب قد تؤدي لإصابة النباتات بالأمراض، فقد تكون البيئة نفسها هي السبب الأساسي في اختلال فسيولوجية النبات ووظائفه، ويطلق عليه في هذه الحالة اضطراب، إما ما يحدث للنبات من أذى بسبب مهاجمة الحشرات له مثلًا فيسمى حينئذ بالأذى.
أما إذا تسببت الميكروبات في إحداث الضرر للنبات وانتقلت عدوى هذا الضرر من نبات مريض إلى آخر سليم فيطلق عليه في هذه الحالة مرض.

## تأثير البيئة
تلعب الظروف البيئية دورًا حاسمًا في حدوث الأمراض، حيث تهيئ النبات وتجعله أكثر عرضة للإصابة، بالإضافة لتأثير البيئة على الكائن الممرض، حيث تؤثر عليه سلبًا أو إيجابًا، وبذلك تؤثر على قدرته على إحداث المرض.
معظم الكائنات المسببة للأمراض طفيليات، وتعيش الطفيليات بصفة دائمة أو مؤقتة على أنسجة النباتات الحية؛ وذلك تمييزًا عن المترممات التي تعيش على الأنسجة الميتة أو المادة العضوية، والممرض هو الكائن الحي المحدث للمرض بالإضافة للفيروسات والفيرويدات.
تتفاوت مقدرة عزلات أو سلالات مسبب مرض معدي ما في قدرتها على إحداث المرض، فهي قد تكون شديدة الوطأة على النبات وقد تكون ضعيفة الأمراض فتصبح وقد تكون غير ممرضة.
كما تتفاوت قابلية العائل للمرض، فبعض الأصناف قد تكون شديدة القابلية للإصابة وبعضها الآخر قد يكون شديد المقاومة، وبينهما توجد درجات مختلفة من القابلية للإصابة أو المقاومة.

## تاريخ أمراض النبات
تعتبر الأمراض النباتية من المشاكل الهامة التي تقابل الإنسان في كفاحه من أجل توفير الغذاء والملبس. ولقد ذكر لنا التاريخ بعض الأمراض التي كانت سائدة في العصور القديمة، كما سجل لنا آراء المفكرين القدماء عن طبيعة هذه الأمراض ومسبباتها.
اعتقد أجدادنا أن ما يتعرض له النبات من مشكلات ما هي إلا عقاب من الآلهة لهم على خطاياهم، ولقد ورد ذكر أمراض النبات في التوراة، ويعتقد أن ما جاء ذكره في «سورة يوسف» عن السبع سنوات العجاف أنها راجعة لإصابة الغلال بالأمراض.
ذكر أرسطو، الفيلسوف اليوناني الأشهر (1384-1222 ق.م)، أمراض التين والزيتون والعنب، وفي سنة 300 ق.م نشر ثيوفراستس، وهو يعد أول عالم نبات، في كتابه «تاريخ النبات» أمراض التين والعنب وأمراض النجيليات وأوضح أنها كانت شديدة الوطأة في اليونان، وعلى الأخص أصداء محاصيل الحبوب. وقد عزى اليونانيون القدماء ظهور الأمراض النباتية إلى أسباب فلكية أو إلى الجو والتربة غير الملائمين أو إلى غضب الآلهة.
عانى الرومان القدماء كثيراً من أصداء القمح، وقد اعتقدوا أن ذلك يرجع لغضب الإله الصدأ عليهم، فكانت تقام له الاحتفالات في شهر أبريل من كل عام ويقدمون له الإضاحي من كلاب حمراء وخراف ليحمي محاصيلهم من أضرار الأصداء. يرجع تأخر دراسة الميكروبات بصفة عامة إلى نظرية التوالد الذاتي والتي كانت سائدة في الأزمنة القديمة. وقد أدى الاعتقاد الراسخ في هذه النظرية إلى تأخر دراسة هذا العلم، حتى تمكن العالم لويس باستور سنة 1860 م من إثبات خطأ هذه النظرية، وأثبت أن الكائنات الحية الدقيقة تتكاثر وتعطي كائنات حية أخرى مماثلة لها.
يعد العالم والطبيب الألماني انطون دي باري (1831-1888) مؤسس علم أمراض النبات، حيث أمكنه إيضاح التطفل في الفطريات وهو أول من تعرف على مسبب مرض اللفحة المتأخرة في البطاطا الذي أهلك هذا المحصول في شمال غرب أوروبا في الفترة من 1835-1845م وأدى لمجاعة هائلة في أيرلندا. وقد تتلمذ على يدية عدد كبير من المشتغلين بأمراض النبات، وقد ذاع صيتهم وطوروا واكتشفوا الكثير من الأمراض ومسبباتها.
ونظرًا لأهمية مرض اللفحة المتأخرة في البطاطا في التاريخ البشري وللدور الهام الذي لعبته الظروف البيئية في انتشاره، فسوف نلقي الضوء على كيفية بداية هذه الكارثة وكيفية انتشارها.
بعد أن توطدت زراعة البطاطا في شمال غرب أوروبا وأصبحت الغذاء الأساسي لشعوبها، ومع تزايد المحصول ووفرته بسبب عدم وجود الكائن المسبب للمرض والذي كان منتشراً على زراعات البطاطا في أمريكا الجنوبية. ظهر المرض في وقت واحد في الولايات المتحدة وأوروبا (1842-1843م) ويرجح أنه انتقل إليهما من بيرو بداية من عام 1840. في عام 1844 سجل المرض في بلجيكا وفرنسا (ليل)، وانكلترا وأيرلندا. إلا أن الصيف الجاف في هذا العام لم يعط له فرصة الانتشار. وفي عامي 1845-1846م بدأت حقبة مأساوية في حياة شعوب شمال غرب أوروبا، ففي منتصف تموز/يوليو 1845م أصيبت البطاطا في فنلندا وأجزاء من فرنسا وألمانيا ونشرت صحف بلجيكا الصيفية مقالات عن مرض البطاطا الجديد. انتشر المرض بعد ذلك إلى لوكسمبورغ وعلى طول نهري الرون والراين، ثم انتقل إلى السويد. وفي منتصف آب/أغسطس ظهر المرض حول باريس. وللتدليل على ما فعله المرض في حياة شعب أيرلندا أنه مع بداية انتشاره كان عدد سكانها 8 ملايين نسمة، وفي عام 1851 م انخفض عدد سكانها إلى مليوني نسمة.

## الخسائر
تتعرض النباتات أثناء نموها أو تخزين محصولها لكثير من العوامل التي تؤثر عليها وتؤدي للأضرار بها. وقد تؤدي للفقد الكامل للمحصول أو إلى نقص شديد في قيمته الغذائية والتسويقية.
وبرغم صعوبة الحصول على بيانات دقيقة للخسائر المتسببة عن الأمراض النباتية إلا أنه يمكن القول أن الإصابة بمسببات الأمراض تحت ظروف الحقل تتراوح بين 12-15% سنوياً، وتتراوح الخسارة أثناء تخزين المنتج النباتي من 25-30%.

## انظر
علم أمراض النبات